# Solegnathus hardwickii
Solegnathus hardwickii é uma espécie de peixe da família Syngnathidae.
Pode ser encontrada nos seguintes países: Austrália, China, Indonésia, Japão, Malásia, Maurícia, Filipinas, Tailândia e Vietname.
Os seus habitats naturais são: mar aberto, mar costeiro, pradarias aquáticas subtidais e recifes de coral.
Está ameaçada por perda de habitat.